# Schaal van Richter

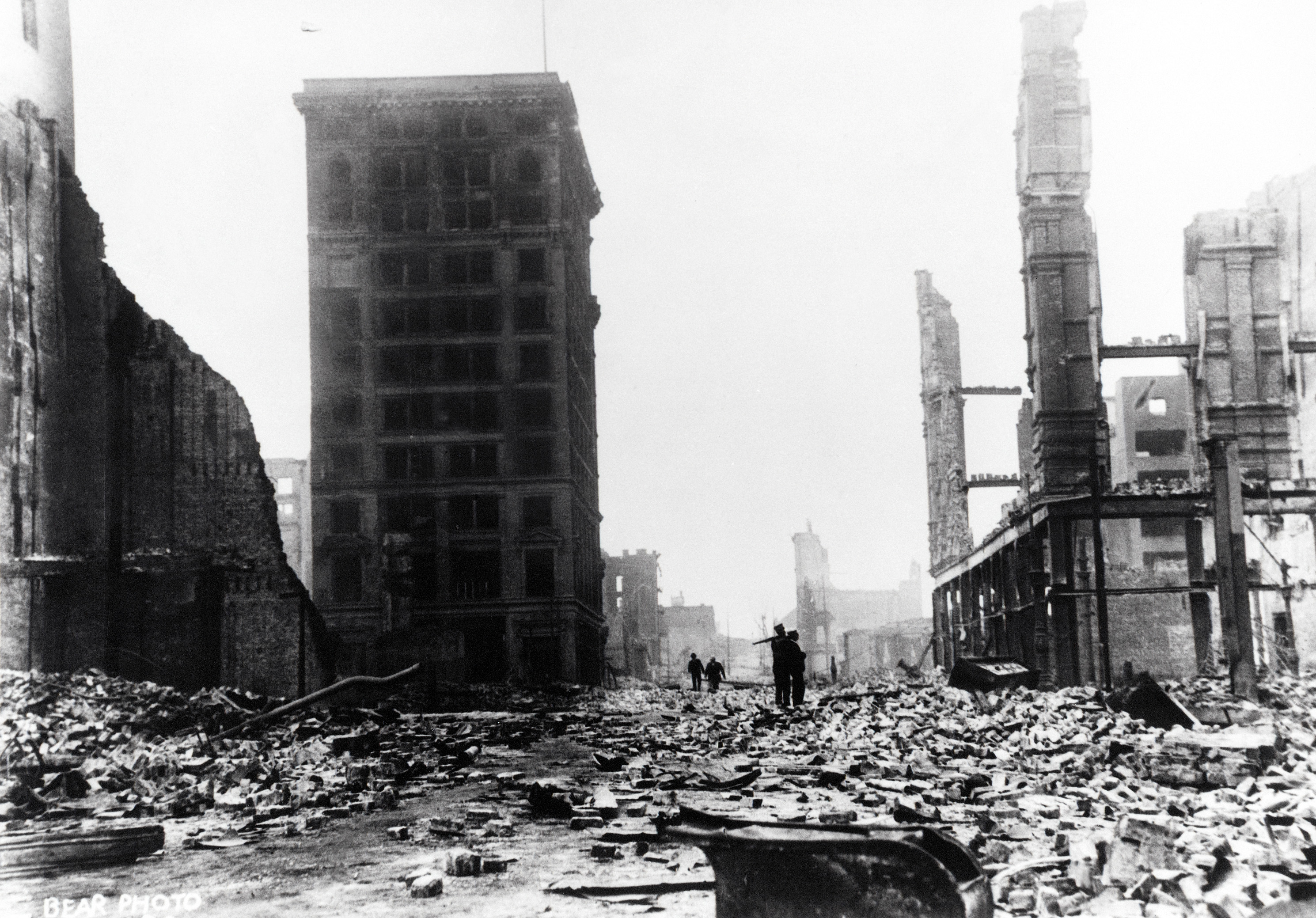
Aardbeving San Francisco 1906:
±7,8 op de schaal van Richter

De schaal van Richter is een manier waarop de energie die vrijkomt bij een aardbeving (of een zeebeving) in een getal wordt uitgedrukt. De schaal is in 1935 opgesteld door de Amerikaanse seismoloog Charles Francis Richter en zijn Duits-Amerikaanse collega Beno Gutenberg. Het is een logaritmische schaal. Hij wordt afgeleid van de sterkte van de trillingen, zoals die gemeten worden op het seismogram.
De schaal van Richter is de eerste schaal voor aardbevingen waarmee een schatting gegeven wordt van de energie die bij een aard- of zeebeving vrijkomt. Tot dusver bestaande schalen richtten zich op de intensiteiten zoals die bij aardbevingen op uiteenlopende plaatsen gevoeld werden. Heden ten dage wordt de in de jaren 70 van de twintigste eeuw ontwikkelde momentmagnitudeschaal {\displaystyle M_{\mathrm {w} }} gebruikt, maar verwijst men in het nieuws vaak abusievelijk nog naar de schaal van Richter.

## Berekening
De sterkte wordt berekend aan de hand van de maximale uitslag (amplitude) van de registratie van de horizontale component van de aardbeving. De sterkte wordt de magnitude genoemd, naar analogie van het begrip magnitude uit de sterrenkunde om de helderheid van een ster aan te geven. Richter definieerde de magnitude van een aardbeving als de logaritme van de uitwijking in micrometer die deze op een Wood-Anderson seismograaf opwekt op een epicentrale afstand van 100 km. Een uitslag van een millimeter op deze standaardseismograaf geeft een beweging van een micrometer van de aarde aan. Zo is een aardbeving die op 100 km afstand een uitwijking van 10 mm veroorzaakt een beving met magnitude 4. Bij toename van 1 magnitude-eenheid is de uitwijking op het seismogram tien keer zo groot. Op deze manier kon Richter verschillende aardbevingen met elkaar vergelijken. Er worden correcties toegepast om de invloed van de afstand tussen epicentrum en seismisch station in rekening te brengen. Met het toenemen van de afgelegde afstand verliezen de seismische golven door geometrische spreiding en absorptie een deel van hun trillingsamplitude.
Voor aardbevingen die zwaarder zijn dan 6,5 en aardbevingen die verder weg zijn dan 500 km blijkt de schaal van Richter niet erg betrouwbaar meer; boven magnitude 6,5 wordt de magnitude door de schaal van Richter namelijk vaak te laag berekend. Dit wordt verzadiging genoemd. Doordat de schaal van Richter als referentie een aardbeving op 100 km afstand gebruikt, wordt hij tevens onnauwkeurig als de beving veel verder weg is.
Proefondervindelijk heeft men berekend dat iedere toename met één magnitude-eenheid overeenkomt met een 30-voudige verhoging van de vrijgekomen energie in de vorm van seismische trillingen optreedt. De hoeveelheid energie die vrijkomt bij een beving van magnitude 7 is dus 900 maal (30 × 30) zo groot als de energie die vrijkomt bij een beving van magnitude 5. De energie die bijvoorbeeld vrijkomt wanneer een massa van 1 ton vanaf 100 meter hoogte op de grond valt is te vergelijken met de sterkte van een beving met magnitude 1.

## Waarneembaarheid
Een aardbeving met een magnitude van 2,0 op normale diepte kan onder optimale omstandigheden nog net worden gevoeld. De zeer ondiepe bevingen in Noord-Nederland (tot maximaal 3 kilometer diep) kunnen soms al bij een magnitude van 1,2 worden gevoeld. In Zuid-Nederland komen bevingen voor op een diepte van 30 kilometer, die pas worden gevoeld bij een magnitude groter dan 3,0. Wereldwijd zijn er minstens vijf aardbevingen met een kracht van 9,0 of meer op de schaal van Richter rechtstreeks waargenomen: de zeebeving bij Sendai in 2011 (9,0), de aardbeving in Lissabon in 1755 (9,0), de aardbeving in Alaska in 1964 (9,2), de zeebeving in 2004 in de Indische Oceaan (9,3) en de Grote Chileense Aardbeving in 1960 (9,5).
Nog zwaardere aardbevingen kunnen een totale ontwrichting van ecosystemen over zeer grote afstanden en zelfs over de hele wereld veroorzaken. Dergelijke bevingen zijn nog nooit waargenomen, maar het is zeer waarschijnlijk dat ze zich in de geschiedenis van de aarde weleens hebben voorgedaan. Mogelijk heeft de inslag van een meteoriet met een diameter van minstens 10 kilometer aan het einde van het Krijt (65 miljoen jaar geleden), waardoor de Chicxulubkrater is gevormd, een beving met een magnitude van 12,0 of hoger veroorzaakt.

## Een benadering van de schaal van Richter
De magnitude van een aardbeving is niet direct meetbaar. De energie die bij de aardbeving vrijkomt kan alleen geschat worden op basis van metingen op het aardoppervlak. Een exacte meting is niet mogelijk. Onderstaande tabel geeft een schatting van het verband tussen de schaal en de vrijgekomen energie. De aanname daarbij is dat het verband tussen de energie E in joule en de magnitude n wordt gegeven door de formule
{\displaystyle n={\tfrac {2}{3}}\log \left({\tfrac {1}{2}}E\right)-3}
Met de formule wordt bijvoorbeeld aangenomen dat een toename met één magnitude-eenheid precies overeenkomt met de toename van de hoeveelheid vrijgekomen energie met een factor die gelijk is aan wortel uit 1000.
| Magnitude en beschrijving         | Waarneembare gevolgen | Energie                              | Energie                                                                                           | Frequentie (schatting)    | Voorbeeld(en) |
| Magnitude en beschrijving         | Waarneembare gevolgen | joule TNT-equivalent                 | Vergelijkbaar met                                                                                 | Frequentie (schatting)    | Voorbeeld(en) |
| --------------------------------- | --- | ------------------------------------ | ------------------------------------------------------------------------------------------------- | ------------------------- | --- |
| 1 t/m 1,9 Minuscuul               | Wordt niet gevoeld door de mens, maar wel geregistreerd door seismografen. Zal nooit schade veroorzaken. | 2 MJ - 62 MJ 0,5 - 14 kg TNT         | handgranaat                                                                                       | 8000 per dag              | |
| 2 t/m 2,9 Zeer licht              | Meetbaar; wordt slechts door weinig mensen waargenomen onder gunstige omstandigheden; hoogstens enkele (zeer) lichte objecten kunnen bewegen; vrijwel nooit enige vorm van schade. | 63 MJ - 1,9 GJ 15 - 490 kg TNT       | bom uit de late Tweede Wereldoorlog, Blockbuster                                                  | 1000 per dag              | |
| 3 t/m 3,9 Licht                   | Veel mensen nemen trillingen als van een voorbijrijdende vrachtwagen waar; tegen elkaar staande glazen rinkelen; hooguit zeer lichte schade mogelijk, zoals losse dakpannen. | 2 GJ - 62 GJ 0,5 - 14 ton TNT        | MOAB, kernramp van Tsjernobyl                                                                     | 49.000 per jaar           | Loppersum 2003 |
| 4 t/m 4,9 Gemiddeld               | Door vrijwel iedereen gevoelde trillingen als van zwaar voorbijrijdend verkeer; vrije slinger beweegt duidelijk; deuren, glazen en borden rammelen, raamluiken klapperen; geparkeerde auto's schommelen; lichte schade mogelijk aan bijvoorbeeld schoorstenen; in wegdek of oude en zwakke gebouwen kunnen kleine scheuren ontstaan. | 63 GJ - 1,9 TJ 15 - 490 ton TNT      | klein kernwapen                                                                                   | 6200 per jaar             | Goch 2011 |
| 5 t/m 5,9 Vrij krachtig           | Heftige trillingen, die door iedereen met schrik worden waargenomen; meubels bewegen; voorwerpen vallen om; klokken blijven stilstaan; schoorstenen kunnen instorten; scheuren in wegdek; lichte tot matige schade aan gewone gebouwen, zoals scheuren in stucwerk; oude en zwakke gebouwen kunnen zware schade oplopen of (gedeeltelijk) instorten; veel mensen verlaten in paniek hun huizen; over het algemeen geen sprake van levensgevaar, wel gevaar van verwondingen. | 2 TJ - 62 TJ 0,5 - 14 kiloton TNT    |                                                                                                   | 800 per jaar              | Roermond 1992 |
| 6 t/m 6,9 Krachtig                | Wordt door alle betrokkenen met grote schrik ervaren; ook in een rijdende auto voelbaar; paniek; mensen verlaten snel hun huizen; grote scheuren in wegdek; veel gebouwen lopen matige tot zware schade op; oude en zwakke gebouwen kunnen helemaal instorten; bomen zwaaien heen en weer als bij sterke wind; tientallen doden en gewonden mogelijk; aan de kust kunnen tsunami's optreden; grote schade mogelijk binnen een straal van meer dan 150 kilometer. | 63 TJ - 1,9 PJ 15 - 490 kiloton TNT  | middelgroot kernwapen zoals Fat Man                                                               | 120 per jaar              | Skopje 1963, Spitak 1988, Kirgizië 2008, L'Aquila 2009, Christchurch 2011, Bologna 2012, Kaohsiung 2016, Maltignano 2016, Bodrum 2017                 |
| 7 t/m 7,9 Zwaar                   | Grootschalige paniek; mensen trachten in paniek naar buiten te komen; acuut levensgevaar in veel gebouwen; alleen sterke gebouwen blijven staan; grond kan helemaal openscheuren; sommige bomen worden ontworteld; vaak honderden doden en gewonden; gas- en waterleidingen breken; gedeeltelijk catastrofale gevolgen; aan kusten grote vloedgolven mogelijk. | 2 PJ - 62 PJ 0,5 - 14 megaton TNT    | groot kernwapen                                                                                   | 18 per jaar               | Kashmir 2005, Seizhuan 2008, Java 2009, Haïti 2010, Nepal 2015, Mexico (Puebla) 2017, Turkije en Syrië 2023, Taiwan 2024, Myanmar 2025 Thailand 2025. |
| 8 t/m 8,9 Zeer zwaar              | Grote verwoesting; vrijwel alle gebouwen worden onbewoonbaar of storten helemaal in; mogelijk vele duizenden doden en gewonden; bomen worden massaal ontworteld; elektriciteitspalen begeven het; acuut levensgevaar zowel binnen als buiten gebouwen; aan kusten catastrofale, tot 40 meter hoge vloedgolven mogelijk. | 63 PJ - 1,9 EJ 15 - 490 megaton TNT  | Tsar Bomba of meteoriet van 100–200 m diameter                                                    | 1 per jaar                | San Francisco 1906, Mexico 1985, Chili 2010, Mexico (Chiapas) 2017                                                                                    |
| 9 t/m 9,9 Verwoestend             | Grote ramp met mogelijk totale verwoesting over duizenden kilometers; alle gebouwen storten volledig in; lokale aardschollen verschuiven; rotsen en gebergtes kunnen scheuren; honderdduizenden of zelfs miljoenen doden en gewonden mogelijk en plaatselijk zelfs volledige vernietiging van alle leven; enorme vloedgolven die mogelijk meerdere continenten zullen aantasten. Verder mogelijk: grote verschuivingen van de tektonische platen; verschijnen, verschuiven of verdwijnen van delen van landen en eilanden; vorming van nieuwe subductiezones; verandering van de nutatie of de omwentelingssnelheid van de aarde. | 2 EJ - 62 EJ 0,5 - 14 gigaton TNT    | meteoriet van 300–700 m diameter                                                                  | Eens in de 20 tot 30 jaar | Lissabon 1755, Valdivia 1960, Alaska 1964, Indische Oceaan 2004, Sendai 2011                                                                          |
| 10,0 t/m 10,9 Allesverwoestend    | Niets blijft overeind over mogelijk vele duizenden kilometers; landschap verandert sterk; gevaar voor veel levensvormen; grote verschuivingen van de tektonische platen; landen en eilanden veranderen van plaats; verandering van de nutatie of de omwentelingssnelheid van de aarde. | 63 EJ - 1,9 ZJ 15 - 490 gigaton TNT  | meteoriet van 800-2500 m diameter                                                                 | Nog nooit waargenomen     | |
| 11,0 t/m 11,9 Catastrofaal        | Niets blijft overeind over mogelijk vele duizenden kilometers; landschap verandert sterk; gevaar voor veel levensvormen; grote verschuivingen van de tektonische platen; landen en eilanden veranderen van plaats; verandering van de nutatie of de omwentelingssnelheid van de aarde. | 2 ZJ - 62 ZJ 0,5 - 14 teraton TNT    | meteoriet van 3-9 km diameter                                                                     | Nog nooit waargenomen     | |
| 12,0 en hoger Totaal catastrofaal | Volledig catastrofale en zeer diep ingrijpende geografische veranderingen; gevaar voor alle levensvormen; landschap verandert volledig; maximale gevolgen voor de geografische ordening van water en land; huidige bestaande wereldkaarten zouden onbruikbaar zijn geworden. | 63 ZJ en meer 15 teraton TNT en meer | meteoriet vanaf 10 km diameter of totale energie die de aarde per dag van de zon ontvangt en meer |                           | Yucatán-inslag |

## Andere schalen
In de loop van de jaren zijn er verschillende andere magnitudeschalen ontworpen die allemaal een aanpassing of uitbreiding zijn van de magnitudeschaal van Richter. De magnitude geeft aan hoeveel energie er bij de aardbeving vrij kwam. Dat geeft aanwijzingen over de processen die zich in de aardbodem afspelen. De magnitude is onafhankelijk van de plaats op aarde waar deze wordt berekend.
De omvang van aardbevingen kan ook worden aangegeven met de intensiteit. De intensiteit van de aardbeving geeft wat de uitwerking op het aardoppervlak is. Het geeft aanwijzingen over de gevolgen die de aardbeving heeft op het aardoppervlak. De intensiteit van een beving is afhankelijk van de plaats van waarneming. Een aardbeving op grote diepte geeft een minder grote intensiteit aan het aardoppervlak dan een minder grote diepte. De intensiteit is ook afhankelijk van de grondsoort, onderlagen, type verplaatsing en de afstand tot het epicentrum.
Een andere schaal voor de magnitude is de momentmagnitudeschaal {\displaystyle M_{\mathrm {w} }}; dit is een verdere ontwikkeling van de schaal van Richter.
Voorbeelden van schalen voor de intensiteit zijn:
- de schaal van Mercalli
- de Europese macroseismische schaal; dit is een verdere ontwikkeling van de schaal van Mercalli

## Verwijzingen
1. ↑  (en) Richter, Charles F.  (januari 1935). An instrumental earthquake magnitude scale. Gearchiveerd op 22 augustus 2018. Bulletin of the Seismological society of America  25 (1): 1
2. ↑  (en) Richter, Charles F.  (januari 1935). An instrumental earthquake magnitude scale. Gearchiveerd op 22 augustus 2018. Bulletin of the Seismological society of America  25 (1): 5
3. ↑  afgerond op tienden
4. ↑  zie SI-voorvoegsels
5. ↑  Uitleg over Magnitudeschalen (html). Koninklijk Nederlands Meteorologisch Instituut (KNMI). Gearchiveerd op 15 augustus 2018. Geraadpleegd op 15 augustus 2018. “De magnitudeschaal van Richter geeft de kracht van aardbevingen weer. De intensiteitsschaal van Mercalli richt zich op de gevolgen.”